# 関沢圭司
関沢 圭司（せきざわ けいじ、1970年10月9日 - ）は、日本の歌手、俳優、インラインスケートプレイヤー。東京都出身。
インラインスケートアイドルチーム・レッドドルフィンズの元リーダー。

## 略歴
1990年代、インラインスケートアイドルチーム「レッドドルフィンズ」のリーダーとして人気を集め、ビクター音楽産業から3枚のアルバムをリリースする。
レッドドルフィンズの解散後、1997年4月から1999年3月まで、NHK-BS2「にこにこぷんがやってきた!」にうたのおにいさんとして出演。番組終了後、キャラクターが変わった後も同イベントに引き続き出演している。
2000年から2012年3月30日まで東京ディズニーリゾートに在籍し、ダンサーを務めていた。
近年もNHKの子供向け番組やおかあさんといっしょファミリーステージのゲスト出演、インラインスケートの講師などとして活動している。

## 人物
- 趣味はギターやウクレレの演奏、写真撮影。
- 特技のインラインスケートやアクロバットを生かし、たいそうのおにいさんとしての側面ももつ。
- バンド「THE SLOW-STARTERS（通称:スロスタ）」でボーカルとギターを担当しており、作詞作曲もこなす。
- 元ディズニー所属のダンサー4人組によるユニット「D★4」のメンバーでもある[3]。

## 出演作品

### テレビ
- 熱中ホビー百科 スタイリッシュスポーツ!インラインスケート（1996年4月5日-26日 NHK ）
- にこにこぷんがやってきた! （1997年4月-1999年3月 NHK-BS2 ）-うたのおにいさん
- 母と子のテレビタイム （1999年 NHK ）
- ソウルわんパーク （2001年、2002年 NHK ）
- BSどーもくんワールド（2005年 NHK ）
- BSななみDEどーも（2008年、2010年 NHK ）
- 渋谷DEどーも どーもくんのともだちいっぱい!祭り（2011年5月 公開生放送 NHK ）
- みんなDEどーもくん!（2012年 NHK ）

### 舞台
- さくらのうた~幻の夏…忘れ去られた小さな心たちへのレクイエム~ （2000年8月4日-26日 地球ゴージャスプロデュース公演 ）

### ラジオ
- 赤坂学園新鮮組 エスクエラやろうぜ!  （1990年代前半 ラジオたんぱ ）（木曜日レギュラー ）

### CM
- カルビー 「チョコパフィ」（声の出演）

### その他
- おかあさんといっしょ ファミリーステージ （2004年-  NHK ）
- バスフェスタ（2010年 日本バス協会）（MC）
- 栃木市民吹奏楽団 定期演奏会 （2006年- コンサートナビゲーター）
- こどもちゃれんじぷち 映像教材 （1998年-2003年 ベネッセコーポレーション）
- おかあさんといっしょスペシャルステージ みんなでわくわくフェスティバル!! （2018年、ゲスト出演）